# Acide vinylsulfonique
L'acide vinylsulfonique est un composé organosulfuré de formule chimique CH2=CHSO3H. C'est le plus simple des acides sulfoniques insaturés. Sa double liaison est à l'origine de sa réactivité élevée vis-à-vis des nucléophiles et de sa nette tendance à polymériser, en particulier en présence de comonomères vinyliques ou dérivés de l'acide acrylique CH2=CHCOOH ou méthacrylique CH2=C(CH3)COOH. Il se présente comme un liquide hydrophile incolore et visqueux qui vire rapidement au jaune-brun voire au rouge au contact de l'air. Il est nécessaire de le nettoyer au charbon actif et de le purifier par distillation sous vide avant de le stabiliser par exemple au 4-méthoxyphénol (MeHQ) afin de pouvoir réaliser des polymères et copolymères de masse moléculaire élevée ou pour réaliser des matériaux électroniques.

## Production
L'acide vinylsulfonique peut être préparé par déshydratation de l'acide iséthionique HOCH2CH2SO3H sous l'action de pentoxyde de phosphore P2O5 :
La sulfochloration du chloroéthane ClCH2CH3 suivie d'une déshydrohalogénation en chlorure de vinylsulfonyle CH2=CHSO2Cl conduit par hydrolyse à l'acide vinylsulfonique :
Seule l'hydrolyse alcaline du sulfate de carbyle suivie d'une acidification du vinylsulfonate de sodium CH2=CHSO3Na résultant est techniquement pertinente :
Avec une enthalpie de réaction de 1 675 kJ/kg, il s'agit d'une réaction fortement exothermique qui nécessite un maintien précis de la température et du pH pendant l'hydrolyse. Avec l'hydroxyde de calcium Ca(OH)2 comme milieu d'hydrolyse, il en résulte une solution de vinylsulfonate de calcium, à partir de laquelle, par acidification avec de l'acide sulfurique H2SO4 concentré, le sulfate de calcium CaSO4, peu soluble, précipite et permet d'obtenir une solution incolore de vinylsulfonate.

## Applications
Des nucléophiles peuvent facilement être ajoutés à la double liaison activée de l'acide vinylsulfonique. La taurine NH2CH2CH2SO3H est formée avec de l'ammoniac NH3 et la N-méthyltaurine CH3N+H2CH2CH2SO3− avec la méthylamine CH3NH2, qui sert de précurseur pour la production de tensioactifs de la série des taurates. L'acide vinylsulfonique est utilisé comme monomère réactif pour produire des homopolymères et des copolymères fortement acides ou anioniques, qui sont utilisés avec les résines photosensibles de l'industrie électronique, comme polymères conducteurs et dans les membranes échangeuses de protons pour les piles à combustible. Par exemple, l'acide polyvinylsulfonique forme des membranes transparentes avec une capacité d'échange d'ions et une conductivité protonique élevées. L'acide vinylsulfonique peut également être un support polymère sur lequel du polystyrène peut être greffé, ce qui permet d'obtenir des échangeurs d'ions fortement acides, qui conviennent comme catalyseurs pour l'estérification et l'acylation de Friedel-Crafts.
Lorsque la fonction acide sulfonique n'est pas indispensable à l'application, on préfère employer la solution aqueuse alcaline de vinylsulfonate de sodium CH2=CHSO3Na, plus simple d'utilisation et obtenue directement par hydrolyse alcaline du sulfate de carbyle.